# Loch Lomond (groupe)
Pour les articles homonymes, voir Loch Lomond (homonymie).
Loch Lomond est un groupe de rock américain, originaire de Portland, en Oregon.

## Biographie
Loch Lomond est formé en 2003 par Ritchie Young. Avec l'aide du producteur Rob Oberdorder, Young produit le premier album When We Were Mountains distribué sous le label In Music We Trust Records. Après différentes représentations locales en live, le groupe se forme de neuf personnes en 2006. Les enregistrements sont arrangés en une compilation Lament For Children. Le groupe produit leur troisième album Paper the Walls en 2007.
Le groupe fait une tournée à la fin 2008 avec The Decemberists. En 2010, leur morceau Wax and Wire, apparaît dans la vidéo Way Back Home du trialiste VTT professionnel Danny MacAskill pour la marque Red Bull. En 2011 sort Little Me Will Start A Storm chez Tender Loving Empire. En 2012 sort l'EP White Dresses.
Pens from Spain, leur nouvel album, est publié le 2 septembre 2016, sur le label Hush Records.

## Discographie

### Albums studio
- 2004 : When We Were Mountains (In Music We Trust Records)
- 2007 : Paper The Walls (Hush Records)
- 2011 : Little Me Will Start a Storm (Tender Loving Empire)
- 2013 : Dresses (Chemikal Underground)
- 2016 : Pens from Spain (Hush Records)
- 2022 : The Young, (Hush Records)

### EP
- 2006 : Lament for Children (Hush Records)
- 2009 : Trumpets for Paper Children EP
- 2009 : Night Bats EP (Hush Records), 2009
- 2012 : White Dresses EP (Chemikal Underground)

### Singles
- 2009 : Blue Lead Fences
- 2009 : Wax and wire